# Варварівська сільська рада (Кремінський район)
| Варварівська сільська рада — колишній орган місцевого самоврядування у Кремінському районі Луганської області з адміністративним центром у с. Варварівка. Сільській раді були підпорядковані населені пункти: - с. Варварівка - с. Затишне - с. Крутеньке |

## Склад ради
Рада складалася з 16 депутатів та голови.

### Керівний склад ради
| ПІБ                         | Основні відомості                                                         | Дата обрання | Дата звільнення |
| --------------------------- | ------------------------------------------------------------------------- | ------------ | --------------- |
| Головненко Віктор Дмитрович | Сільський голова, 1950 року народження, освіта, член Партії регіонів      | 26.03.2006   | 31.10.2010      |
| Качур Олена Олександрівна   | Сільський голова, 1959 року народження, освіта вища, член Партії регіонів | 31.10.2010   |                 |

Примітка: таблиця складена за даними джерела